# 朗蒂亚克迪科斯
朗蒂亚克迪科斯（法語：Lentillac-du-Causse，法語發音：[lɑ̃tijak dy kos]）是法国洛特省的一个市镇，位于该省中部，洛特河以北，属于卡奥尔区。

## 地名
1997年以前，朗蒂亚克迪科斯曾名为“朗蒂亚克洛泽斯”（Lentillac-Lauzès）。

## 地理
朗蒂亚克迪科斯（44°33'44"N, 1°38'22"E）面积13.68 平方千米，位于法国奧克西塔尼大區洛特省，该省份为法国西南部内陆省份，北起顺时针与科雷兹省、康塔爾省、阿韦龙省、塔恩-加龙省、洛特-加龍省和多尔多涅省接壤。
与朗蒂亚克迪科斯接壤的市镇（或旧市镇、城区）包括：卡布勒雷、奥尔尼亚克、萨巴代勒洛泽斯、塞纳亚克洛泽斯。

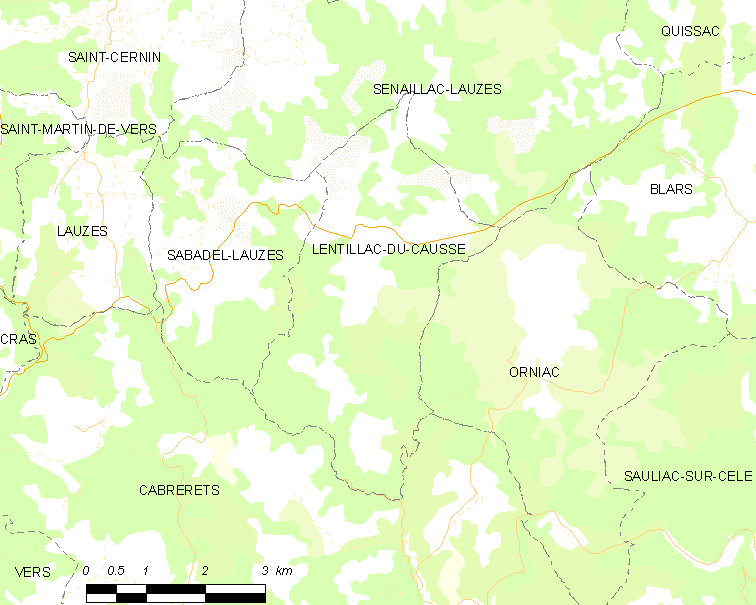
朗蒂亚克迪科斯的OSM定位图

朗蒂亚克迪科斯的时区为UTC+01:00、UTC+02:00（夏令时）。

## 行政
朗蒂亚克迪科斯的邮政编码为46330，INSEE市镇编码为46167。

## 政治
朗蒂亚克迪科斯所属的省级选区为科斯与谷地县。

## 人口

1962-2008年间朗蒂亚克迪科斯人口变化图示

朗蒂亚克迪科斯于2022年1月1日时的人口数量为108人。